# 조앙사소장묘법연화경 권제1, 권1-7
조앙사소장묘법연화경 권제1, 권1-7(祖仰寺所藏妙法蓮華經 券第1, 券1-7)은 전북특별자치도 김제시 조앙사에 있는 불경이다. 2008년 8월 1일 전라북도의 유형문화재 제214호로 지정되었다.

## 개요
묘법연화경은 줄여서 법화경이라고도 부르는데 우리나라 천태종의 근본경전으로 부처가 되는 길이 누구에게나 열려 있음을 기본사상으로 하고 있다. 화엄경과 함께 우리나라 불교사상의 확립에 가장 크게 영향을 끼쳤으며 삼국시대이래 가장 많이 유통된 불교경전이다.
묘법연화경 권1-7 영각사 중각본은 반곽 23.3×17.8cm, 전곽 30.7×19.9cm 로서 간기를 통해 볼 때 영각사에서 1539년에 중각한 것으로서 7권 28품의 완질이 전하고 있으며 제1권의 변상도와 제7권에 증각에 대한 연기가 기록되어 있다. 그러나 이 묘법연화경은 실제로는 1650년경에 다시 인쇄한 것으로 보이는데 각 권 첫장은 이후에 다시 찍어 보완한 것이다.
묘법연화경 권1 귀신사 개간본 1책은 1609년 귀신사에서 간행한 목판본으로서 변상도 등의 선명한 표현과 연기문의 내용 및 간기 등이 명확하게 기록되어 있다. 김제 귀신사는 1700년대까지 상당한 불경을 찍어낸 곳으로 알려져 있다.
이 외에도 조왕사에는 언문번역 법화경 상․하, 단군영정, 진묵대화상진영, 부인회명부, 권왕문, 권선문 등 많은 수의 불서와 회화, 고문서가 소장되어 있으나 모두 1900년 이후에 조성된 것이다.

## 참고 자료
- 조앙사소장묘법연화경 권제1, 권1-7 - 국가유산청 국가유산포털